# William Dodgin, Sr.
William Dodgin, Sr., detto Bill (Gateshead, 9 aprile 1909 – Godalming, 16 ottobre 1999), è stato un allenatore di calcio e calciatore inglese.

## Biografia
Padre di William Dodgin Jr., fu prima giocatore e poi allenatore di calcio.

## Carriera
Nella stagione 1957-1958 ha allenato la squadra italiana della Sampdoria.

## Palmarès

### Giocatore

#### Competizioni nazionali
- Third Division South: 1

Charlton: 1935-1936